# Atxondo
Atxondo – gmina w Hiszpanii, w prowincji Biskaja, w Kraju Basków, o powierzchni 23,21 km². W 2011 roku gmina liczyła 1415 mieszkańców.